# السند (فلم 1918)
السند (بالإنجليزية: The Bond) هو فيلم ترويجي من إعداد تشارلي تشابلن وعلى نفقته الخاصة لدعم لجنة قروض الحرية للمسارح للمساعدة في بيع سندات الحرية الأمريكية خلال الحرب العالمية الأولى، تم إنتاجه في عام 1918 بالمشاركة مع إدنا بيرفيانس، سيدني تشابلن، ألبرت أوستن في استوديو فيرست ناشيونال.

## القصة
القصة عبارة عن سلسلة من المقاطع التي توضح بشكل فكاهي الروابط المختلفة مثل رابطة الصداقة والزواج، والأهم من ذلك، رابطة الحرية، لضرب القيصر وهو ما يفعله تشارلي.
حيث يلتقي تشارلي بالعم سام وعامل يمثل الصناعة. يشتري تشارلي سندًا للحرية ويقدم العامل الصناعي بندقية لجندي أمريكي. ينبهر تشارلي بنتيجة مساهمته الوطنية لدرجة أنه يكشف عن المزيد من الأموال التي كان يخفيها في سرواله لشراء سند آخر وبالتالي يتم تجهيز جندي في البحرية الأمريكية ببندقية.

## طاقم التمثيل
- تشارلي تشابلن -تشارلي
- إدنا بيرفيانس - زوجة تشارلي
- سيدني تشابلن - القيصر
- ألبرت أوستن - صديق

## روابط خارجية
- مقالات تستعمل روابط فنية بلا صلة مع ويكي بيانات
- الفيلم القصير The Bond متوفر للتحميل من موقع أرشيف الإنترنت [المزيد]